# Tillandsia hamaleana
Tillandsia hamaleana är en gräsväxtart som beskrevs av Charles Jacques Édouard Morren. Tillandsia hamaleana ingår i släktet Tillandsia och familjen Bromeliaceae. Inga underarter finns listade i Catalogue of Life.